# Lituanie au Concours Eurovision de la chanson 2012
La Lituanie a participé au Concours Eurovision de la chanson 2012 et a sélectionné son Artistee et sa chanson via une sélection nationale, comprenant plusieurs demi-finales et une finale, organisée par le diffuseur lituanien LRT.

## Sélection nationale
Le 11 septembre 2011, LRT confirme la participation de la Lituanie au Concours Eurovision de la chanson 2012 à Bakou en Azerbaïdjan même si le diffuseur devait faire face à des problèmes financiers. Le 14 octobre 2011, LRT lance l'appel aux chansons pour la sélection nationale. Les chansons peuvent être soumises jusqu'au 2 janvier 2012. Le diffuseur a sélectionné ensuite un certain nombre de chansons afin de participer aux émissions télévisées. Les chansons sorties avant le 1er septembre 2011 n'étaient pas autorisés à participer au concours et les numéros ne doivent pas compter plus de six personnes sur scène.
Le 6 novembre 2011, LRT dévoile plus de détails sur sa sélection nationale. Quatre demi-finales puis une finale seront diffusés. Lors de celles-ci, une combinaison du vote du jury et du télévote représentant 50 % chacun est utilisé sauf lors de la « Super-finale » où le représentant lituanien à Bakou est uniquement décidé par le vote du jury.
Le 1er février 2012, LRT annonce que la finale a lieu le 3 mars. Un total de 14 chansons se qualifient pour la finale à la suite du vote du public et du jury. Le vote du jury est diffusé en direct. Le gagnant de la sélection et donc le représentant lituanien à Bakou se voit attribuer 15 000 litas (4 308 €), le deuxième 10 000 (2 872 €) tandis que le troisième de la sélection en reçoit 5 000 (1 436 €).
De plus, le chef de délégation lituanien, Audrius Girzadas, n'a pas exclu que le représentant du pays à l'Eurovision 2013 soit choisi en interne en raison des difficultés financières que traverse LRT.

### Demi-finale 1
| Numéro | Artiste                  | Chanson       | Jury | Télévote | Total | Place |
| ------ | ------------------------ | ------------- | ---- | -------- | ----- | ----- |
| 1      | The Independent          | Baby          | 10   | 8        | 18    | 2     |
| 2      | Kamile Kielaite          | Try           | 8    | 4        | 12    | 5     |
| 3      | Multiks                  | Star          | 7    | 10       | 17    | 3     |
| 4      | Valdas Maksvytis         | Dar laiko yra | 3    | 7        | 10    | 7     |
| 5      | Chill out, have no doubt | Until the end | 4    | 6        | 10    | 6     |
| 6      | The Artrace              | Fly LT        | 8    | 5        | 13    | 4     |
| 7      | Indigo                   | Sugrizk       | 6    | 2        | 8     | 8     |
| 8      | Laisva                   | Nutolk        | 5    | 3        | 8     | 9     |
| 9      | Beissoul                 | Why           | 12   | 12       | 24    | 1     |

### Demi-finale 2
| Numéro | Artiste           | Chanson            | Jury | Télévote | Total | Place |
| ------ | ----------------- | ------------------ | ---- | -------- | ----- | ----- |
| 1      | Sweetsalt         | My love            | 5    | 3        | 8     | 8     |
| 2      | Diana Jasilionytė | Dear someone       | 8    | 7        | 15    | 4     |
| 3      | Martynas Beinaris | Bella Donna        | 4    | 6        | 10    | 7     |
| 4      | Alive Way         | Amazed by You      | 12   | 8        | 20    | 2     |
| 5      | Sati              | Light is the one   | 6    | 4        | 10    | 6     |
| 6      | Vytautas Matuzas  | Take it Back       | 10   | 12       | 22    | 1     |
| 7      | Katažina          | Euforija           | 7    | 10       | 17    | 3     |
| 8      | Laura J and Stiga | Fading in the Mist | 3    | 2        | 5     | 9     |
| 9      | Jurijus Veklenko  | Tu ne viena        | 7    | 5        | 12    | 5     |

### Demi-finale 3
| Numéro | Artiste                       | Chanson              | Jury | Télévote | Total | Place |
| ------ | ----------------------------- | -------------------- | ---- | -------- | ----- | ----- |
| 1      | Thundertale                   | Heroes, arise!       | 3    | 6        | 9     | 8     |
| 2      | Sound's Engineers ft. Natalie | Blind                | 7    | 2        | 9     | 6     |
| 3      | Donatas Šimkus – Dūmas        | Party all day        | 7    | 8        | 15    | 4     |
| 4      | VIG Roses                     | Come back home       | 8    | 10       | 18    | 2     |
| 5      | Bekešo Vilkai                 | Letter by letter     | 10   | 7        | 17    | 3     |
| 6      | Greta Jorudaitė               | Show me what you got | 4    | 5        | 9     | 7     |
| 7      | Liepa                         | Viena                | 6    | 4        | 10    | 5     |
| 8      | Gražvydas Sidiniauskas        | When I say yes       | 5    | 3        | 8     | 9     |
| 9      | Monika                        | Happy                | 12   | 12       | 24    | 1     |

### Demi-finale 4
| Numéro | Artiste             | Chanson       | Jury | Télévote | Total | Place |
| ------ | ------------------- | ------------- | ---- | -------- | ----- | ----- |
| 1      | Merlin              | Wheel of time | 7    | 4        | 11    | 4     |
| 2      | LadyBell            | Mano muzika   | 5    | 5        | 10    | 5     |
| 3      | Donata Virbilaitė   | Superman      | 6    | 3        | 9     | 8     |
| 4      | « Laiptai »         | Ašarų lietus  | 4    | 6        | 10    | 6     |
| 5      | Greta Šmidt         | The One       | 3    | 7        | 10    | 7     |
| 6      | Vaida avec Movetron | Medieval love | 2    | 2        | 4     | 9     |
| 7      | DAR                 | Home          | 10   | 8        | 18    | 2     |
| 8      | Simona Milinytė     | One of a kind | 8    | 10       | 18    | 3     |
| 9      | Donny Montell       | Love is blind | 12   | 12       | 24    | 1     |

### Finale
| Numéro | Artiste          | Chanson          | Jury    | Télévote    | Total | Place |
| ------ | ---------------- | ---------------- | ------- | ----------- | ----- | ----- |
| 1      | The Independent  | Baby             | 2 (32)  | 0 (333)     | 2     | 12    |
| 2      | Alive Way        | Amazed by You    | 4 (34)  | 1 (382)     | 5     | 9     |
| 3      | Greta Šmidt      | The one          | 2 (32)  | 0 (344)     | 2     | 11    |
| 4      | Sati             | Light is the one | 1 (31)  | 0 (262)     | 1     | 13    |
| 5      | Vytautas Matuzas | Take it Back     | 5 (37)  | 6 (3090)    | 11    | 6     |
| 6      | Monika           | Happy            | 7 (41)  | 8 (5224)    | 15    | 3     |
| 7      | VIG Roses        | Come back home   | 3 (33)  | 4 (659)     | 7     | 8     |
| 8      | Multiks          | Star             | 0 (26)  | 0 (379)     | 0     | 14    |
| 9      | Katažina         | Euforija         | 2 (32)  | 2 (478)     | 4     | 10    |
| 10     | Simona Milinytė  | One of a kind    | 1 (31)  | 7 (4092)    | 8     | 7     |
| 11     | Beissoul         | Why              | 6 (39)  | 5 (1739)    | 11    | 5     |
| 12     | Bekešo Vilkai    | Letter by letter | 8 (44)  | 3 (569)     | 11    | 4     |
| 13     | Donny Montell    | Love Is Blind    | 12 (50) | 12 (15 664) | 24    | 1     |
| 14     | DAR              | Home             | 10 (46) | 10 (11 004) | 20    | 2     |

### Super-finale
| Numéro | Artiste       | Chanson       | Résultat |
| ------ | ------------- | ------------- | -------- |
| 1      | Monika        | Happy         | 3        |
| 2      | Donny Montell | Love Is Blind | 1        |
| 3      | DAR           | Home          | 2        |

## À l'Eurovision
La Lituanie participe à la seconde moitié de la seconde demi-finale du 24 mai. Lors du tirage au sort de l'ordre de passage, le 20 mars 2012, la Lituanie obtient une wildcard (ce qui permet au pays de choisir en quelle position le pays veut passer) et choisit de passer en dernière et 18e position. Montell se qualifie pour la finale en prenant la 3e place de la seconde demi-finale avec 104 points. Lors de la finale, le pays passe en 4e position entre l'Albanie et la Bosnie-Herzégovine et termine à la 14e place avec 70 points ce qui représente une amélioration par rapport à l'année précédente où la Lituanie avait terminé à la 19e position.

### Points accordés à la Lituanie
| 12 points          | 10 points                                     | 8 points | 7 points                                    | 6 points |
| ------------------ | --------------------------------------------- | -------- | ------------------------------------------- | -------- |
|                    | - Biélorussie - Estonie - Malte - Royaume-Uni |          | - Norvège - Portugal - Slovaquie - Slovénie | - Serbie |
| 5 points           | 4 points                                      | 3 points | 2 points                                    | 1 point  |
| - France - Géorgie | - Bulgarie - Pays-Bas - Ukraine               |          | - Suède - Turquie                           |          |

| 12 points           | 10 points                        | 8 points           | 7 points                | 6 points                |
| ------------------- | -------------------------------- | ------------------ | ----------------------- | ----------------------- |
| - Géorgie           |                                  | - Biélorussie      | - Irlande - Royaume-Uni | - Norvège               |
| 5 points            | 4 points                         | 3 points           | 2 points                | 1 point                 |
| - Bulgarie - Russie | - Azerbaïdjan - Lettonie - Malte | - Estonie - France |                         | - Monténégro - Pays-Bas |

### Points accordés par la Lituanie
| 12 points | Géorgie     |
| 10 points | Suède       |
| 8 points  | Estonie     |
| 7 points  | Biélorussie |
| 6 points  | Malte       |
| 5 points  | Ukraine     |
| 4 points  | Norvège     |
| 3 points  | Pays-Bas    |
| 2 points  | Serbie      |
| 1 point   | Portugal    |

| 12 points | Azerbaïdjan |
| 10 points | Suède       |
| 8 points  | Estonie     |
| 7 points  | Malte       |
| 6 points  | Russie      |
| 5 points  | Serbie      |
| 4 points  | Italie      |
| 3 points  | Allemagne   |
| 2 points  | Ukraine     |
| 1 point   | Turquie     |